# Mecometopus catarina
Mecometopus catarina är en skalbaggsart som beskrevs av Dilma Solange Napp och Monné 2006. Mecometopus catarina ingår i släktet Mecometopus och familjen långhorningar. Inga underarter finns listade i Catalogue of Life.